# Nazionale femminile di pallacanestro della Giordania
La nazionale femminile di pallacanestro della Giordania rappresenta la Giordania nelle manifestazioni internazionali di pallacanestro ed è controllata dalla Federazione cestistica della Giordania.

## Piazzamenti

### Campionati asiatici
- 1995 - 11°
- 2021 - 10°
- 2023 - 12°

## Formazioni

### Campionati asiatici
Campionato asiatico femminile di pallacanestro 20211 Fadda, 4 Alassi, 6 Haddad, 8 Shehadeh, 9 Cloud, 10 Abu Jbara, 12 Abdo, 13 Al Shiyyab, 15 Al Hinn, 16 Ali Nafi, 24 Najjar, 66 Shahatit,        All. Faisal Ali Yousef Ensour
Campionato asiatico femminile di pallacanestro 20231 Malkawi, 2 Sheppard, 5 Alnoubani, 6 Haddad, 8 Shehadeh, 10 Abu Jbara, 12 Abdo, 13 Al Shiyyab, 15 Al Hinn, 22 Yaltchen, 24 Najjar, 42 Hamadah,        All. Paco García